# Monte Argentario

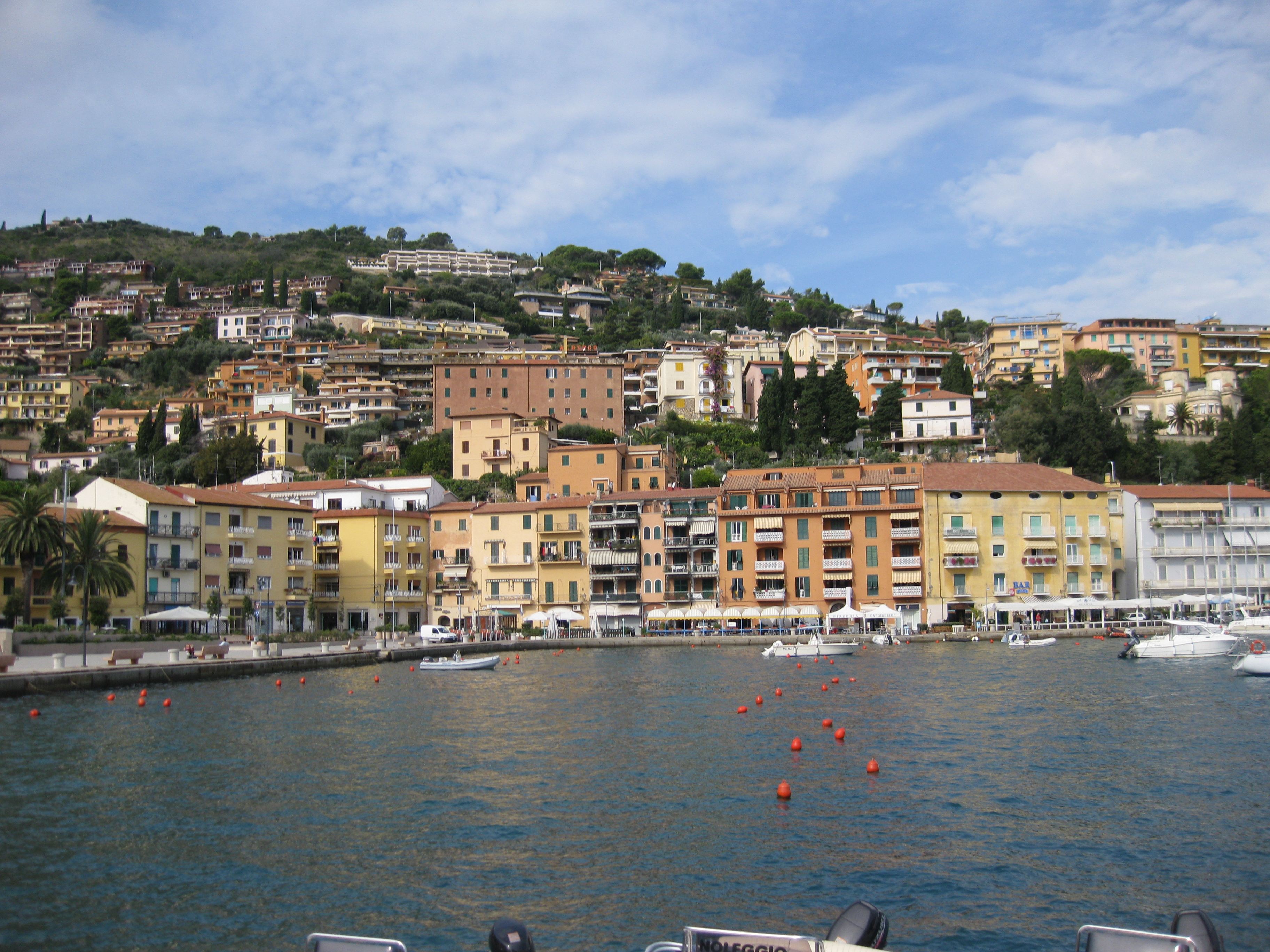
Xem cổng Porto Santo Stefano

Monte Argentario là một đô thị (comune) ở tỉnh Grosseto, vùng Toscana của Ý. Đô thị Monte Argentario có diện tích 60,3 km², dân số thời điểm 31 tháng 5 năm 2005 là 12.952 người.